# Ivo Iličević
Ivo Iličević (sinh ngày 14 -11- 1986) là tiền vệ người Croatia gốc Bosnia nhưng sinh ra và lớn lên tại Đức..Anh là cầu thủ thuộc biên chế CLB Kazakhstan là Kairat.